# Tsuuzetsu
Tsuuzetsu (痛絶) é o primeiro álbum de estúdio da banda japonesa de rock MUCC, lançado em 7 de janeiro de 2001.

## Visão geral
Originalmente lançado em 7 de janeiro de 2001, foi relançado em 13 de junho de 2001 sem a faixa "Kyoujin (狂人)". Novamente, em 10 de junho de 2002, foi relançado desta vez com a faixa bônus "Kurutta Kajitsu (Warau) (狂った果実(笑))". 
Em 2017, o Mucc regravou e remasterizou o álbum o relançou intitulado Sin Tsuuzetsu (新痛絶). Esta versão do álbum alcançou a vigésima oitava posição nas paradas da Oricon Albums Chart.

## Faixas
| N.º            | Título                                                     | Duração |  |
| 1.             | Sem título                                                 | 0:46    |  |
| 2.             | "Mōmoku de Aruga Yue no Sogaikan" (盲目であるが故の疎外感) | 4:07    |  |
| 3.             | "Hai" (廃)                                                 | 5:46    |  |
| 4.             | "Itai Tegami" (イタイ手紙)                                 | 5:36    |  |
| 5.             | "Chintsuuzai" (鎮痛剤)                                     | 5:12    |  |
| 6.             | "Yoru" (夜)                                                | 5:37    |  |
| 7.             | "Suna no Shiro" (砂の城)                                   | 2:32    |  |
| 8.             | "Haitoku no Hito" (背徳の人)                               | 4:31    |  |
| 9.             | "Shoufu" (娼婦)                                            | 5:23    |  |
| 10.            | "Danzetsu" (断絶)                                          | 4:58    |  |
| Duração total: | Duração total:                                             | 54:36   |  |

| Faixa bônus da primeira impressão |                  |         |  |
| N.º                               | Título           | Duração |  |
| 11.                               | "Kyoujin" (狂人) |         |  |

| Faixa bônus da terceira impressão |                                            |         |  |
| N.º                               | Título                                     | Duração |  |
| 69.                               | "Kurutta Kajitsu (Warau)" (狂った果実(笑)) |         |  |

## Ficha técnica
- Tatsurou - vocal
- Miya - guitarra
- Yukke - baixo
- SATOchi  - bateria